# HD151301
HD151301 — хімічно пекулярна зоря спектрального класу A3, що має видиму зоряну величину в смузі V приблизно  8,7.
Вона  розташована на відстані близько 916,2 світлових років від Сонця.

## Пекулярний хімічний склад
Зоряна атмосфера HD151301 має підвищений вміст 
Cr
.